# Alois Fuchs
Pour les articles homonymes, voir Fuchs.
Alois Fuchs (né le 8 août 1794 à Schwyz, mort le 28 février 1855 dans la même ville) est un prêtre catholique et bibliothécaire de l'abbaye de Saint-Gall de 1833 à 1836.

## Biographie
Alois Fuchs étudie la théologie de 1814 à 1823 à l'université de Landshut auprès de Johann Michael Sailer puis de 1823 à 1824 à Tübingen auprès de Johann Sebastian Drey, Johann Baptist von Hirscher et Johann Adam Möhler. Fuchs est ordonné prêtre en 1817. De 1816 à 1823, il est professeur à l'école latine de Schwyz, de 1824 à 1828 prêtre et professeur à Riemenstalden et de 1828 à 1834, enseignant à l'école latine et aumônier de l'hôpital de Rapperswil. Il vient ici en raison de son esprit libéral en conflit avec l'évêque de Coire et de Saint-Gall Karl Rudolf von Buol-Schauenstein.
Fuchs fait sensation avec son sermon du 13 mai 1832 Sans Christ, pas de salut pour l’humanité dans l’Église et dans l’État, où il demande une décentralisation de l'église, des synodes diocésains, une liturgie en allemand et l'abolition du célibat. Comme il refuse à la requête de la curie de révoquer huit passages du sermon, il est suspendu en 1833, mais accepte la moitié en 1835 et en 1842 complètement le jugement papal, le nonce apostolique accepte  ensuite une réintégration.
De 1833 à 1836, Fuchs travaille pour la bibliothèque de l'abbaye de Saint-Gall et vit cependant à Schwytz. Il est membre de la Société helvétique et se fait élire président en 1834 en réponse à sa suspension.